# Hiệp định về chống bán phá giá
Hiệp định về Chống bán Phá giá là một trong những hiệp định của Tổ chức Thương mại Thế giới (WTO) được ký kết tại Vòng đàm phán Uruguay.
Tên đầy đủ của Hiệp định là Hiệp định về việc Thực thi Điều VI của Hiệp định chung về Thuế quan và Thương mại 1994 (GATT 1994). Điều VI của GATT 1994 cho phép các thành viên có biện pháp chống lại hành vi bán phá giá. Hiệp định về Chống bán Phá giá quy định chi tiết các điều kiện để các thành viên WTO có thể thực hiện các biện pháp như vậy. Cả Hiệp định và Điều VI được sử dụng cùng nhau để điều chỉnh các biện pháp chống bán phá giá.

## Điều kiện áp dụng
Định nghĩa đầy đủ của hành vi bán phá giá được quy định trong Hiệp định. Nói một cách vắn tắt, đó là hành vi của một công ty bán một mặt hàng xuất khẩu thấp hơn giá thông thường mà họ bán mặt hàng đó tại thị trường trong nước. Để áp dụng biện pháp chống bán phá giá, nước nhập khẩu là thành viên WTO phải chứng minh được ba điều kiện sau: 
- Có hành động bán phá giá: được tính bằng độ chênh lệch giữa giá của mặt hàng nhập khẩu với giá của mặt hàng tương tự bán tại thị trường của nước xuất khẩu (gọi là biên độ phá giá).
- Có thiệt hại vật chất đối với ngành sản xuất của nước nhập khẩu đang cạnh tranh trực tiếp với hàng nhập khẩu.
- Hành động bán phá giá là nguyên nhân gây ra thiệt hại vật chất, hoặc đe dọa gây ra thiệt hại vật chất nêu trên.

## Biện pháp áp dụng
Khi thỏa mãn được ba điều kiện trên, Hiệp định cho phép thành viên WTO được phép áp dụng biện pháp chống bán phá giá với mặt hàng nhập khẩu bị điều tra. Các biện pháp này thường là áp thêm một khoản thuế nhập khẩu đối với sản phẩm bị coi là bán phá giá nhằm đưa mức giá của sản phẩm đó xấp xỉ với "giá trị thông thường" của nó hoặc để khắc phục thiệt hại đối với ngành sản xuất của nước nhập khẩu. Các biện pháp này nếu trong điều kiện bình thường là những hành vi vi phạm các nguyên tắc của WTO về ràng buộc thuế suất nhập khẩu và không phân biệt đối xử hàng nhập khẩu. Tuy nhiên, biện pháp chống  bán phá giá chỉ mang tính tạm thời nhằm loại trừ ảnh hưởng tiêu cực của hàng hoá nhập khẩu phá giá trên thị trường quốc gia nhập khẩu vì vậy các quốc gia chỉ được phép áp dụng thuế chống bán phá giá đối với hàng hoá nhập khẩu thời hạn nhất định - tối đa là 5 năm.

## Miễn trừ
Điều tra chống bán phá giá sẽ kết thúc ngay lập tức mà không đưa ra biện pháp chống bán phá giá nào nếu cơ quan chức năng xác định rằng biên độ phá giá không đáng kể (nhỏ hơn 2% giá xuất khẩu). Điều tra cũng chấm dứt nếu khối lượng hàng bán phá giá là không đáng kể (khối lượng hàng phá giá từ một nước bị điều tra nhỏ hơn 3% tổng nhập khẩu, đồng thời tổng khối lượng hàng phá giá từ tất cả các nước bị điều tra nhỏ hơn 7% tổng nhập khẩu).

## Cơ quan theo dõi
Hiệp định cũng quy định các thành viên phải báo cáo chi tiết ngay lập tức cho Ủy ban phụ trách các Hành động Chống bán Phá giá của WTO khi họ bắt đầu tiến hành điều tra sơ bộ cũng như khi đưa ra kết luận cuối cùng. Họ cũng phải báo cáo tổng kết hai lần mỗi năm cho Ủy ban tất cả những cuộc điều tra của họ. Khi có sự tranh cãi, các thành viên được khuyến khích tiến hành tham vấn lẫn nhau. Nếu tham vấn không đạt được kết quả, họ có thể sử dụng cơ chế giải quyết tranh chấp của WTO để giải quyết và phải chấp nhận kết quả giải quyết theo cơ chế này.